# Sengés
Sengés é um município brasileiro do Estado do Paraná. Sua população, conforme o censo do IBGE de 2022, é de 17 270 habitantes.

## Etimologia
A denominação foi dada inicialmente à Estação Ferroviária, sendo posteriormente o nome dado pelo município. É uma homenagem ao engenheiro Gastão Senges, responsável pela construção do trecho da antiga Estrada de Ferro São Paulo-Rio Grande que servia à localidade.

## História
É antiga a movimentação no atual município de Sengés, que está encravado no eixo central do antigo Caminho de Sorocaba, por onde se conduzia o gado rio-grandense, proveniente de Viamão até a feira de Sorocaba. Ao longo dessa estrada dezenas de importantes cidades foram fundadas, a partir de sua efetivação em meados do século XVIII.
Em 1893 chegam ao lugar do atual sítio urbano os pioneiros João Camilo Barboza e Manuel Alexandre. Vieram atraídos pela fertilidade do solo e pelas riquezas naturais existentes na região, estabelecendo-se às margens do Rio Jaguaricatu (rio das onças piscoso na língua tupi), onde se dedicaram às lavouras de subsistência e à criação de suínos.
Um fator de extrema importância para a formação do povoado, foi a instalação das primeiras casas de comércio, que permitiram a Joaquim Ferreira Lobo, Nicolau Barbosa e Olímpio Ferreira Lobo, venderem mercadorias aos tropeiros que debandavam do Rio Grande a Sorocaba.
O vilarejo crescia graças a sua posição estratégica. Em 1908, com a inauguração da estação da Estrada de Ferro São Paulo-Rio Grande, que recebeu a denominação de Sengés, novas levas de moradores afluíram ao lugar, com o fim de se a exploração de imensas reservas de araucárias que cobriam a região. Era o ciclo da madeira, que se posicionou entre o ciclo econômico do mate e do café. Foi efetivamente o período em que se devastaram os pinheirais do Estado do Paraná, o que em nome do progresso acentuado, era permitido.
Nesta leva de migrantes chegam ao povoado de Sengés as famílias de Antônio Maciel, Francisco Teodoro, Marciano Miranda, Martinho Jorge, Nenê Sobrinho e tantos outros.
Em 24 de dezembro de 1915, foi criado o Distrito Policial de Sengés, sendo elevado à categoria de distrito judiciário no ano de 1917, com território pertencente ao município de Jaguariaíva.
Através da Lei Estadual nº 2429, de 6 de abril de 1926, o Distrito Judiciário de Sengés teve sua denominação alterada para Jaguaricatu, nome do rio que corta a sede do atual município.
Em 8 de fevereiro de 1934, através do Decreto Estadual nº 269, foi criado o município, com a denominação de Sengés, com território desmembrado do município de Jaguariaíva, sendo devidamente instalado em 1 de março de 1934, com a posse do prefeito eleito e de todos os vereadores.

## Geografia

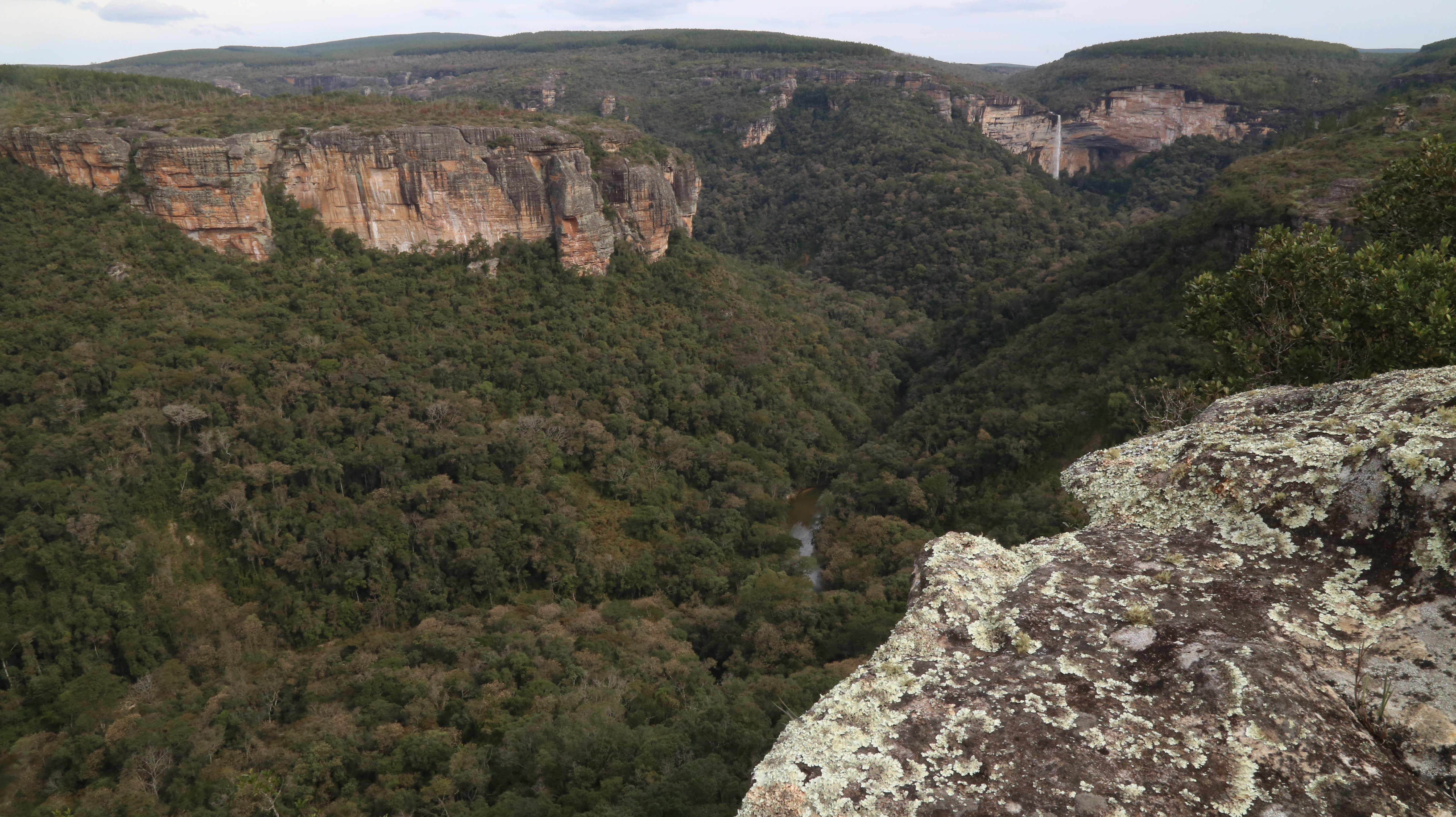
Imagem do vale do Corisco, paisagem rural do município de Sengés

Situado na divisa do Paraná com o Estado de São Paulo, na borda do Segundo Planalto Paranaense, Sengés pertencendo à Mesorregião Centro Oriental Paranaense, que tem como pólo a cidade de Ponta Grossa. Esta ao norte de Curitiba (capital do estado), distando desta cerca de 272 km, e sua sede municipal é cortada pelas rodovias PR-151 e PR-239. O território municipal possui uma superfície de 1.436,35 km², representando 0.6857 % do estado, 0.2425 % da região e 0.0161 % de todo o território brasileiro. Situando-se no extremo leste da Mesorregião, onde faz fronteira com os municípios de São José da Boa Vista ao norte; Itararé e Bom Sucesso de Itararé, no estado de São Paulo, a leste; Jaguariaíva a oeste; e Doutor Ulysses ao sul. Esta a uma altitude de 623 metros acima do nível do mar, em latitude 24º06'46" sul e longitude 49º27'50" oeste.

### Hidrografia
Sengés tem como limites o Rio Jaguaricatú, Rio Jaguariaíva, Rio Itararé, Rio Cajuru e Ribeirão da Égua Morta. Os cursos que cortam o território municipal são o Rio Jaguaricatú, Rio Pelame, Rio Funil, Rio dos Bugres, Rio Tucunduva, Rio Lajeado Grande, Rio Claro, Rio do Mosquito e Rio Alegre.
- Rio Jaguaricatú
- Rio Itararé
- Rio Jaguariaíva

### Demografia
Dados do Censo - 2010
- População total: 18.414
  - Urbana: 7.433
  - Rural: 1.518
  - Homens: 9.463
  - Mulheres: 8.951
- Eleitores: 14.187 (Julho/2014)[14]
- Densidade demográfica (hab./Km²): 12,81
- Mortalidade infantil (por mil nascidos vivos): 20,83[10]
- Expectativa de vida (anos): 63,59

- Índice de Desenvolvimento Humano (IDH-M): 0,663[10]
  - IDH-M Renda: 0,658
  - IDH-M Longevidade: 0,811
  - IDH-M Educação: 0,546
  - Classificação nacional: 2.828º
  - Classificação no Paraná: 341º

## Governo e política
- Prefeito: Nelson Ferreira Ramos (2017/2024)
- Vice-prefeito: Luiz Carlos Giovanetti (2021/2024)
- Presidente da câmara: Hillebrand de Boer

## Economia
A economia gira em torno da agricultura e da indústria madeireira, com um pólo de exportação de lâminas e compensados.[carece de fontes?]

### Turismo
Às margens do Rio Jaguaricatú, Sengés possuí um excelente potencial turístico devido ao relevo privilegiado da Área de Proteção Ambiental da Escarpa Devoniana.
Um dos pontos turísticos da região é a Cachoeira do Véu da Noiva, localizada no Bairro do Sobradinho e distante 17 km da sede.[carece de fontes?]

## Infraestrutura

### Rodovias
- PR-239
- PR-151

### Ferrovias
- Ramal de Pinhalzinho da antiga Fepasa[15]
- Tronco Principal Sul da antiga RFFSA

## Cultura

### Culinária
O prato típico do município de Sengés é o arroz com frango.